# مايك جوردن
مايك جوردن (بالإنجليزية: Mike Jordan)‏ هو لاعب كرة قاعدة أمريكي، ولد في 17 فبراير 1863 في لورانس في الولايات المتحدة، وتوفي بنفس المكان في 25 سبتمبر 1940.

## وصلات خارجية
- مايك جوردن على موقعبيزبول رفرنس.كوم (الدوري الرئيسي) (الإنجليزية)
- مايك جوردن على موقعبيزبول رفرنس.كوم (الدوري الثانوي) (الإنجليزية)